# Cordón de Puntas Negras (Chile)
El Cordón de Puntas Negras es una cadena volcánica de 500 km², situada al este del salar de Atacama en la Región de Antofagasta, Chile. 

## Descripción general
Se extiende desde el volcán Chiliques hasta el Puntas Negras (5.852 m), a casi 26 km de distancia hacia el sureste. El volcán Puntas Negras constituye el punto final común entre las dos cadenas de volcanes que conforman la figura de una V. El principio de la V se denomina Cordón Chalviri, y al otro extremo está el Cerro Tuyacto (5482 m), a 14 km al suroeste de Puntas Negras, y a la misma distancia al sureste se encuentra el volcán Miñiques. Aquí se encuentran varios pequeños centros volcánicos y flujos de lava, incluidos Aguas Calientes, los cerros Cenizas y Chinchilla y Laguna Escondida, que tienen cráteres bien conservados.

## Geología

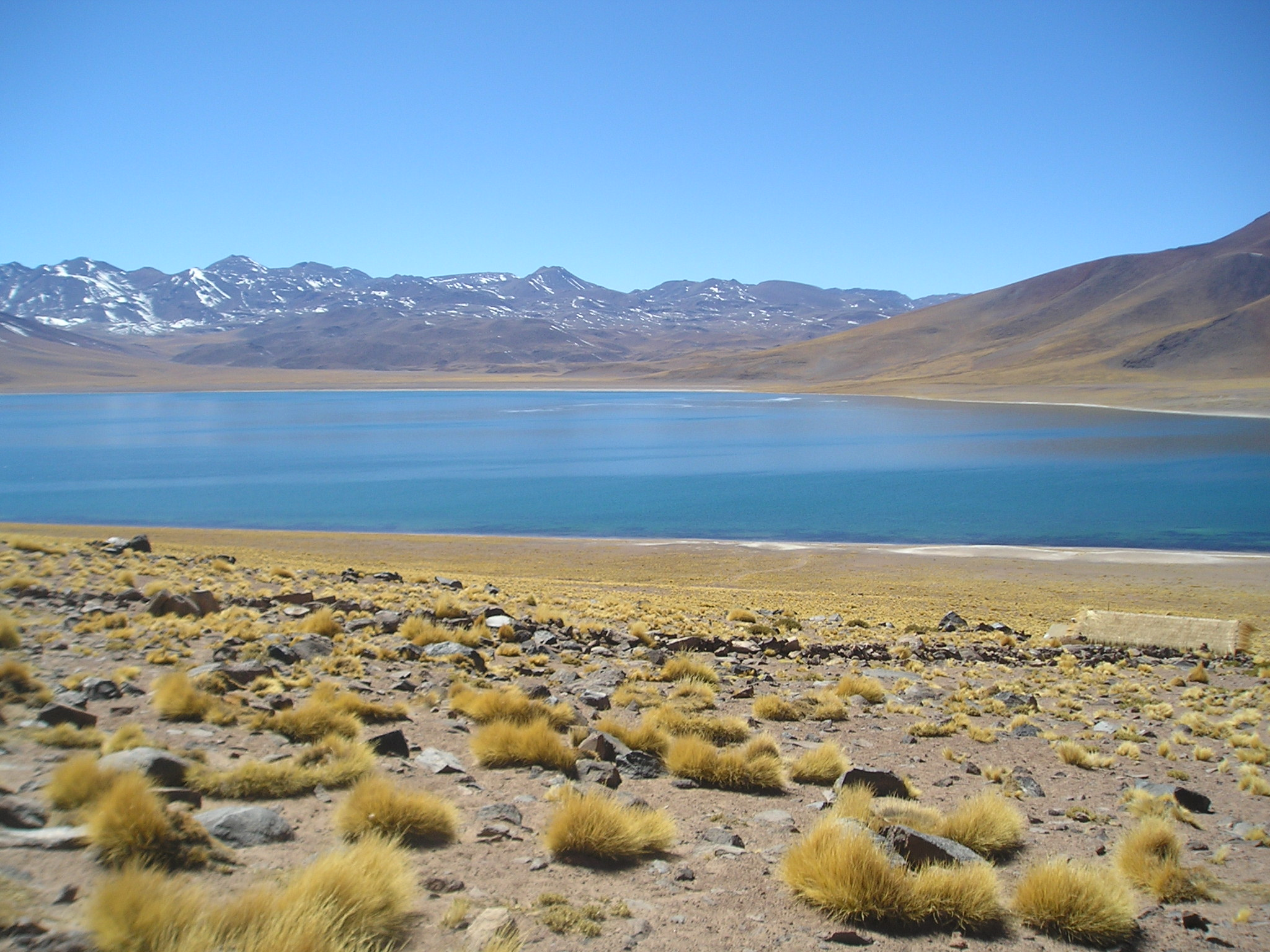
Laguna Miscanti, sur de San Pedro de Atacama, Sierra de Chile.

El Cordón de Puntas Negras está construido a lo largo de la falla principal Calama-Olacapato-El Toro y tiene 70 km de largo. La cadena volcánica de 25 km de largo se cruza con la cadena volcánica Cordón Chalviri de 13 km de largo. Ambas cadenas cubren una superficie de 500 km² y contienen conos, conductos de ventilación, domos de lava, coladas de lava y maars, incluyendo un domo de lava y un flujo silícico con una superficie de 13 km². Puntas Negras cubre específicamente un área de 400 km² y es la cumbre más alta de la cadena, presentando un cráter de 500 m de ancho y un flujo piroclástico de 13 km de largo. La cadena volcánica está asociada con una anomalía topográfica en la región, propiedad que también tienen otros volcanes de la zona.
Las rocas de la cadena son andesita, andesita basáltica y dacita que contienen biotita, hornblenda y piroxeno. Los magmas de esta cadena volcánica tienen una composición calcoalcalina formada por la fusión parcial de una cuña del manto, con investigaciones que indican una disminución en la concentración de SiO2 con el tiempo. En el grupo Tuyajto, la actividad fumarólica pasada ha blanqueado las rocas volcánicas en la región de la cumbre.
El basamento debajo de la cadena está compuesto por sedimentos marinos del Ordovícico que luego fueron deformados por la orogenia acadia. La caldera de La Pacana, de 35 por 70 km, está enterrada debajo de Puntas Negras.
El volcán ha generado flujos de lava postglaciares, y una gran cúpula de lava de 13 km² al oeste de Puntas Negras puede ser de la edad del Holoceno. Un flujo de basalto-olivino de la parte norte de la cadena se extiende a lo largo de 10 km hacia salar del Laco y puede ser de la edad del Holoceno tardío. El centro volcánico más joven parece estar ubicado al sureste de Laguna Escondida. Es posible que hayan ocurrido erupciones históricas en la cadena Chalviri. Una zona de conductividad eléctrica anómala hasta profundidades de 6 km se extiende hacia el norte hasta el volcán Lascar. Cerro Overo, en el extremo sureste de Puntas Negras ha estado sufriendo una deformación activa, con un patrón de hundimiento previamente observado antes de 2003–2005 cambiando a un patrón de inflación. El llenado y vaciado de un depósito de magma vinculado a Puntas Negras puede ser la causa de estos patrones de deformación. Futuras erupciones pueden amenazar las operaciones mineras en El Laco y la Ruta Internacional 23-CH.

La cadena volcánica forma una divisoria de aguas en los Andes, que separa la Puna de Atacama de las cuencas de la laguna Miscanti y laguna Miñiques. Un área de captación de 320 km² para la laguna Miscanti se encuentra en el Cordón de Puntas Negras. Puntas Negras se ha visto afectada por la glaciación durante el Pleistoceno, con morrenas que alcanzan los 4.400 m de altitud. Posiblemente, toda la cadena estaba cubierta de glaciares, ciertamente la parte sur, donde se han identificado varios conjuntos de morrenas y líneas de corte glaciares. El agua del Cordón de Puntas Negras es la principal fuente de agua de la laguna Miscanti.
Luis Risopatrón lo describe en su Diccionario jeográfico de Chile (1924):: 714 
Puntas Negras (Cordón de) Se levanta a 5890 m de altitud entre los cerros de Chiliques y Laco, al W de El Alto de Lari.